# Станиславова, Александра Ефимовна
Александра Ефимовна Станиславова (3 (16) октября 1900 год, Петропавловск — 20 марта 1985, Киев) — советская оперная певица (драматическое сопрано), народная артистка Украинской ССР (1948).

## Биография
Александра Ефимовна Станиславова родилась 3 (16) октября 1900 года в Петропавловске Тобольской губернии (сейчас Северо-Казахстанская область Казахстана).
С 1920 года была солисткой хора в Харбине, а в 1926—1928 годах — солисткой Харбинского оперного театра КВЖД. С 1928 года работала солисткой на Всесоюзном радио в Москве.
В 1930—1938 годах с перерывами выступала в Саратовском театре оперы и балета.
В 1938—1958 годах пела в Киевском академическом театре оперы и балета им. Т. Г. Шевченко.  Выступала на фронтах Великой Отечественной войны. Выступала в концертах.
Умерла 20 марта 1985 года в Киеве.

### Семья
- Дочь — оперная певица Галина Евгеньевна Станиславова (1920—2003), народная артистка РСФСР.

## Награды и премии
- Медаль «За трудовое отличие» (1951)[2].
- Народная артистка Украинской ССР (1948).

## Оперные партии

### Саратовский театр оперы и балета
- 1935 — «Демон» А. Г. Рубинштейна — Тамара
- 1937 — «Русалка» А. С. Даргомыжского
- 1937 — «Аида» Дж. Верди — Аида
- 1937 — «Поднятая целина» И. И. Дзержинского — Лушка
- 1938 — «Евгений Онегин» П. И. Чайковского — Татьяна
- 1938 — «Снегурочка» Н. А. Римского-Корсакова — Купава
- 1938 — «Корневильские колокола» Робера Планкета — Серполетта
- 1938 — «Свадьба Фигаро» В. Моцарта — Графиня Розина Альмавива

### Киевский театр оперы и балета
- «Пиковая дама» П. И. Чайковского — Лиза
- «Яблоневый плен» И. Днепровского — Ярославна
- «Трубадур» Дж. Верди — Леонора
- «Тоска» Джакомо Пуччини — Тоска
- «Запорожец за Дунаем» С. С. Гулака-Артемовского — Оксана
- «Наталка Полтавка (опера)» Н. В. Лысенко — Наталка
- «Батрачка» М. И. Вериковского — Анна
- «Богдан Хмельницкий» К. Ф. Данькевича — Варвара